# Burwell (Nebraska)
Pour les articles homonymes, voir Burwell.
La ville américaine de Burwell est le siège du comté de Garfield, dans l’État du Nebraska. Sa population s’élevait à 1 210 habitants lors du recensement de 2010, estimée à 1 202 habitants en 2016.